# متا دل مارکس
متا دل مارکس (به اسپانیایی: Mota del Marqués) یک شهرستان در اسپانیا است که در استان وایادولید واقع شده‌است.